# Borås Arena
Borås Arena este un stadion de fotbal din Borås, Suedia, deschis în 2005. IF Elfsborg și IF Norrby sunt echipele care joacǎ meciurile de pe teren propriu pe acest stadion. Borås Arena are un gazon artificial și are o capacitate de 14.500 - 17.800, în funcție de modul de utilizare. Ambele cluburi au folosit anterior stadionul Ryavallen, înainte de a se muta pe noua arenǎ. Stadionul este situat în Knalleland și este foarte aproape de noua salǎ de atletism Ryahallen.

## Istorie
Primul joc de pe Borås Arena a fost Elfsborg-Örgryte IS la 17 aprilie 2005, din Allsvenskan. Partida s-a încheiat 1-0 pentru Elfsborg, Daniel Mobaeck marcând golul victoriei și prima reușitǎ din istoria stadionului. Recordul de spectatori prezenti la un meci este de 17.070 și a fost stabilit la 4 iulie 2005, în-un meci dintre IF Elfsborg și Kalmar FF care a marcat revenirea jucatorilor Anders Svensson și Mathias Svensson la echipa din Borås. Anders Svensson a fost primul jucator ce  a înscris un hat-trick pe Borås Arena în derby-ul cu IFK Göteborg, castigat de Elfsborg cu 3-1. Cei mai multi spectatori prezenti la un meci de cupa europeana au fost la play-offul Champions League dintre IF Elfsborg si Valencia CF cand 13.148 de oameni au fost in tribune. Elfsborg a pierdut meciul cu 2-1,unicul marcator al suedezilor fiind Daniel Alexandersson.
2006 a fost cel mai important an pentru Boras Arena din scurta sa istorie. Acesta a fost anul cand Elfsborg a reusit sa castige al cincilea titlu de campioana din Allsvenskan. Cele mai importante meciuri jucate pe Borås Arena in sezonul din 2006 au fost cu Malmö FF (4-2) si cel cu Djurgården IF, în care Joakim Sjöhage a marcat golul victoriei si cu care Elfsborg si-a asigurat titlul dupa o asteptare de peste 40 de ani.

## Asezarea si detaliile stadionului
Borås Arena are un gazon artificial, care a fost montat în vara anului 2012, chiar în timpul turneului UEFA EURO 2012. Acesta a costat £ 500.000. Capacitatea stadionului este de la 14.500-17.800 locuri în funcție de utilizare. 14.800 de spectatori poate gazdui arena in timpul meciurilor internaționale, datorită unor norme de siguranta impuse de UEFA. Borås Arena este situat lângă vechiul Ryavallen, care este însǎ un stadion mult mai mic si nemodernizat.
Construcția a început la 31 decembrie 2003 și a fost inaugurat 17 aprilie 2005. Costurile totale au fost de 1,120 000£. Primăria din Boras a oferit putin ajutor clubului Elfsborg pentru a construi noul stadion, contribuind cu 30-40% din costurile de constructie. Cele 4 tribune ale stadionului au urmatoarele nume: Knallelandsläktaren, Ålgårdsläktaren, Sjuhäradsläktaren si Elfsborgsläktaren.
Stadionul a fost inițial conceput pentru turneul European UEFA Under-21 din 2009 , dar datorita unui conflict dintre Max, (un lant de restaurante fast-food)care avea un restaurant in incinta stadionului si McDonalds, un sponsor al UEFA, care dorea ca acel restaurant sa fie inchis pe durata competitiei, arena nu a putut organiza meciuri din cadrul turneului.

## Imagini

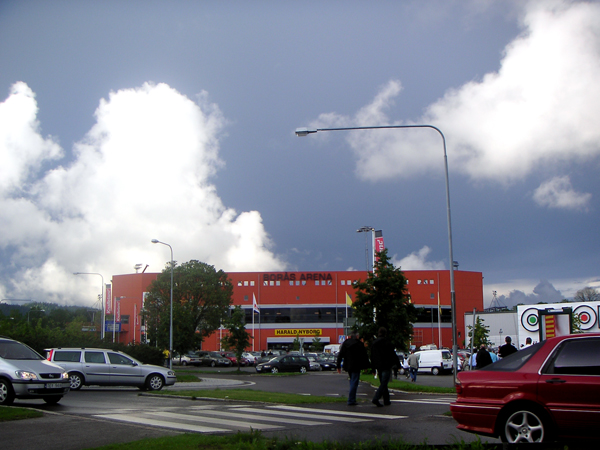
Borås Arena
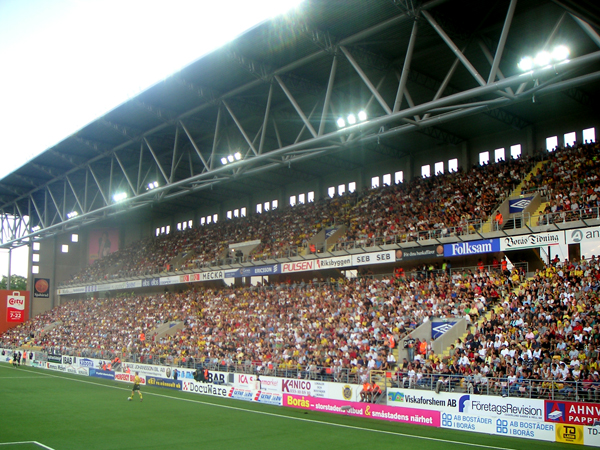
Ålgårdsläktaren (tribuna de vest)
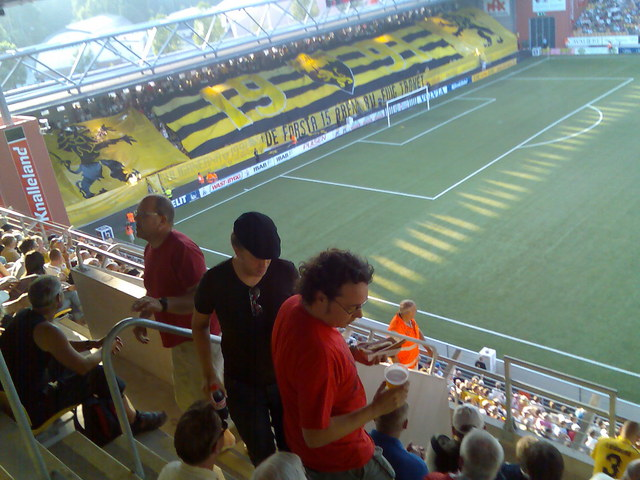
Imagine din tribuna de est
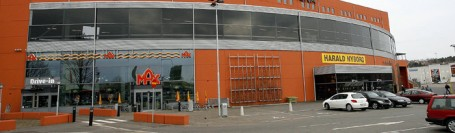
Restaurantul Max din incinta Borås Arena
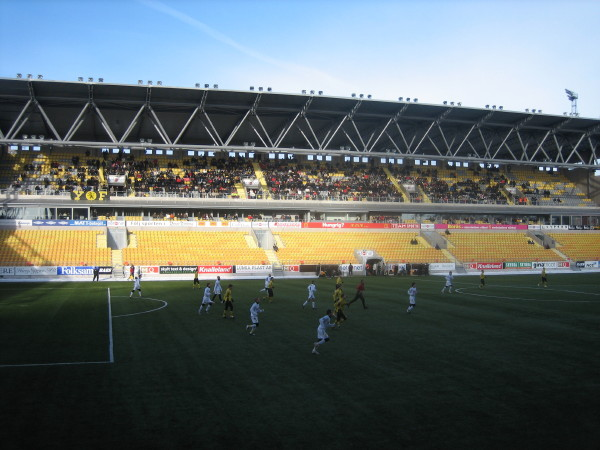
Sjuhäradsläktaren(tribuna de est)
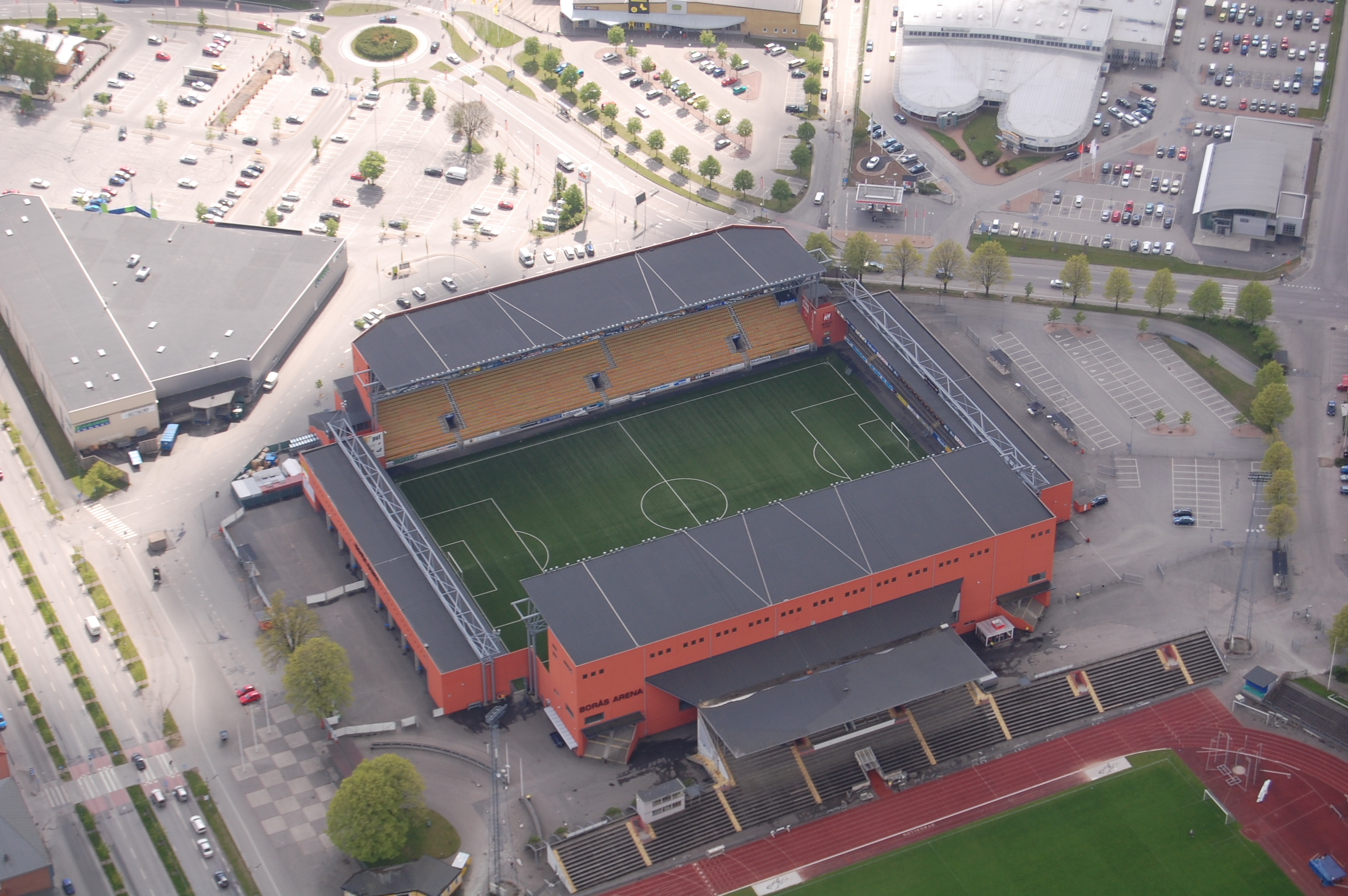
Borås Arena vǎzut de sus

## Legǎturi externe
- IF Elfsborg
- Worldstadiums.com - Borås Arena Arhivat în 3 octombrie 2012, la Wayback Machine.
- Borås Arena - elfsborg.se